# Kelford
Kelford és una població dels Estats Units a l'estat de Carolina del Nord. Segons el cens del 2000 tenia 245 habitants.

## Demografia
Segons el cens del 2000, Kelford tenia 245 habitants, 99 habitatges i 51 famílies. La densitat de població era de 185,5 habitants per km².
Dels 99 habitatges en un 24,2% hi vivien nens de menys de 18 anys, en un 25,3% hi vivien parelles casades, en un 19,2% dones solteres, i en un 47,5% no eren unitats familiars. En el 44,4% dels habitatges hi vivien persones soles el 26,3% de les quals corresponia a persones de 65 anys o més que vivien soles. El nombre mitjà de persones vivint en cada habitatge era de 2,47 i el nombre mitjà de persones que vivien en cada família era de 3,69.
Per edats la població es repartia de la següent manera: un 29,8% tenia menys de 18 anys, un 9,4% entre 18 i 24, un 20% entre 25 i 44, un 24,9% de 45 a 60 i un 15,9% 65 anys o més.
L'edat mediana era de 38 anys. Per cada 100 dones de 18 o més anys hi havia 75,5 homes.
La renda mediana per habitatge era de 21.750 $ i la renda mediana per família de 29.375 $. Els homes tenien una renda mediana de 22.000 $ mentre que les dones 20.972 $. La renda per capita de la població era de 9.945 $. Entorn del 22,6% de les famílies i el 27,5% de la població estaven per davall del llindar de pobresa.

## Poblacions més properes
El següent diagrama mostra les poblacions més properes.